# Olympische Winterspiele 2002/Teilnehmer (Venezuela)
| Gelbes Symbol für Goldmedaillen mit stilisierten Olympischen Ringen | Graues Symbol für Silbermedaillen mit stilisierten Olympischen Ringen | Braundes Symbol für Bronzemedaillen mit stilisierten Olympischen Ringen |
| ------------------------------------------------------------------- | --------------------------------------------------------------------- | ----------------------------------------------------------------------- |
| —                                                                   | —                                                                     | —                                                                       |

Venezuela nahm an den Olympischen Winterspielen 2002 im US-amerikanischen Salt Lake City mit vier Athleten teil.

## Flaggenträger
Die Rennrodlerin Iginia Boccalandro trug die Flagge Venezuelas während der Eröffnungsfeier im Rice-Eccles Stadium.

## Teilnehmer

### Rennrodeln
| Frauen - Iginia Boccalandro - Einzel: Ausgeschieden |

| Männer - Julio César Camacho - Einzel: 39. Platz: 3:08,075 min - Chris Hoeger - Einzel: 31. Platz: 3:04,313 min - Werner Hoeger - Einzel: 40. Platz: 3:08,278 min |